# Whitechapel Gallery
La Galería Whitechapel es una galería de arte pública en Whitechapel, barrio en el municipio londinense de Tower Hamlets, Gran Londres, Inglaterra. Se encuentra a 5.5 kilómetros (3.4 millas) al este de Charing Cross y está aproximadamente delimitado por la calle Bishopsgate en el oeste, la Fashion Street en el norte, Brady Street y Cavell Street en el este y The Highway en el sur. La galería fue diseñada por Charles Harrison Townsend, está abierta al público desde 1901. Exhibe el trabajo de artistas contemporáneos, así como organiza eventos y exposiciones retrospectivas.

## Historia
La Galería Whitechapel  exhibió la conocida obra de Pablo Picasso llamada el Guernica en 1938 como parte de una exposición organizada por Roland Penrose comisariada y crítica con la guerra civil española.
La Galería Whitechapel jugó una parte importante en la historia del arte británico de posguerra, varias exposiciones importantes se presentaron en la Galería Whitechapel que incluye la exposición Esto es el Mañana en 1956, la primera muestra dedicada a Mark Rothko en Reino Unido datada en 1961, y en 1964 La Generación Nueva, una muestra  colectiva con John Hoyland, Bridget Riley, David Hockney y Patrick Caulfield entre otros. Iniciada por miembros del Grupo Independiente, la exposición Arte de Pop atrajo gran afluencia de público e introdujo nuevos artistas, conceptos y diseñadores hacia la revolución de los Swinging Sixties.
Durante su historia, la Galería Whitechapel ha organizado exposiciones abiertas en diversas ocasiones, lo que fue una característica importante para la comunidad de artistas del área, pero a comienzos de la década de 1990, estos espectáculos abiertos fueron perdiendo importancia cuando los artistas emergentes se mudaron a otras áreas.
A finales de los setenta, la relevancia de la Whitechapel disminuyó a causa de espacios artísticos más nuevos como la Galería Hayward, pero en el 1980 la Galería mejoró su reputación y nivel bajo la dirección artistística de Nicholas Serota.  La Galería Whitechapel tuvo una importante remodelación en 1986 y fue totalmente completada en abril de 2009. Con las mejoras la galería pasó a ser un espacio con el triple de tamaño expositivo y abierta al público todo el año.
Iwona Blazwick, directora entre 2002 y 2022, no solo lideró la renovación del espacio, sino que incrementó notablemente la relevancia de la institución para el barrio, la ciudad de Londres y la escena global del arte. Trabajando con artistas de gran notoriedad, como Sarah Lucas, Hannah Höch o Iza Genzken, convirtió Whitechapel en un lugar en el que pensar desde el estricto presente. 

## Exposiciones notables

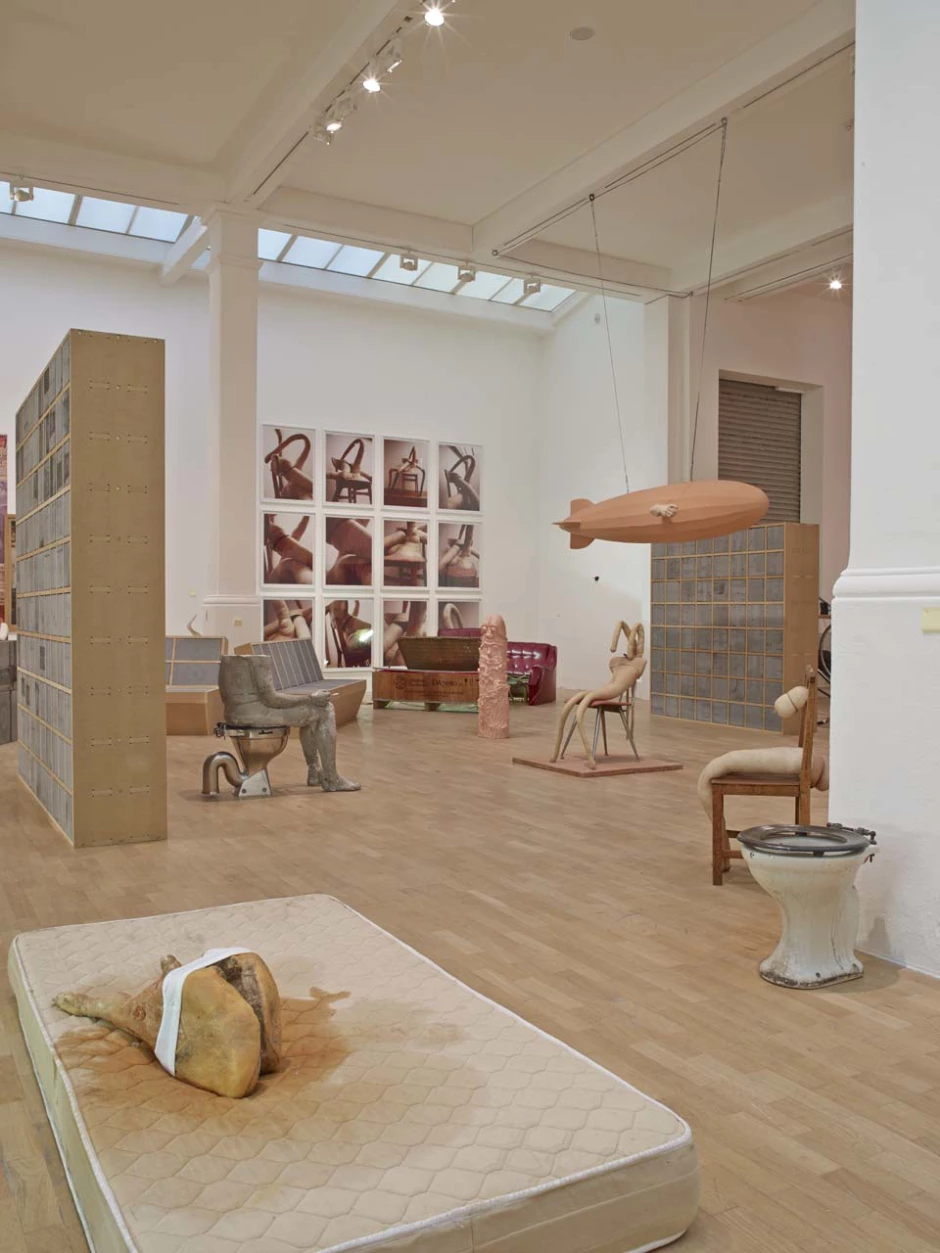
Sarah Lucas, SITUACIÓN, Whitechapel Galería, Londres, 2013.

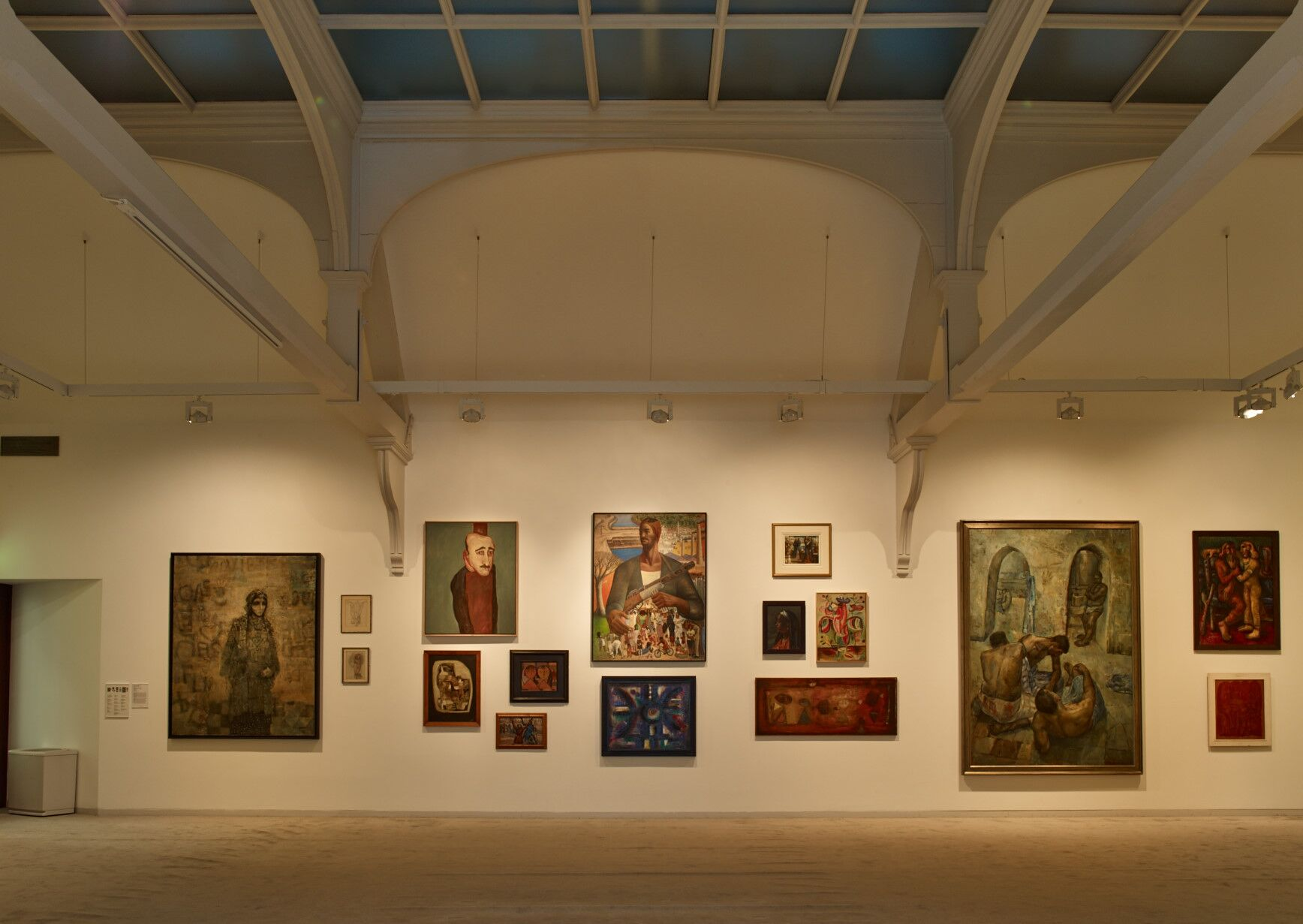
Barjeel Es 'Cronología Imperfecta' exposición en la Galería Whitechapel.

1956 – Exposición Esto es el mañana. 
1958 – Exposición de arte expresionista abstracto americano con Jackson Pollock.
1961 – Instalación de la obra de Mark Rothko en Galería Whitechapel.
1964 – La Generación Nueva que exhibe Pintura el trabajo de John Hoyland, Patrick Caulfield, David Hockney, Paul Huxley, Alan Jones y Bridget Riley.
1965 – La Generación Nueva que exhibe Escultura el trabajo de Philip King, David Annesley, Michael Bolus, Tim Scott, William Tucker, Isaac Witkin
1970 y 1971 – David Hockney retrospectivo, primeros espectáculos importantes de Gilbert & George y Richard Mucho tiempo
1982 –  Exposición dedicada a la artista mexicana Frida Kahlo
1986 - Victor Dispuesto, exposición retrospectiva dedicada al artista.
1993 – Muestra individual dedicada a  Lucian Freud.
2001 y 2002 – Liam Gillick y Nan Goldin presentan sus dos muestras individuales más relevantes hasta el momento en el Reino Unido.
2008 – Cornelia la película de Parker Chomskian Abstracto, presentando Noam Chomsky
2009 – Exposición Retrospectiva de Isa Genzken  trabajo y espectáculos de solo para Sophie Calle y Elizabeth Peyton
2010 – Encuesta de Alice Neel  retratos en Gran Bretaña
19–20 de enero de 2011 la galería hosted el Foro Futuro Del norte inaugural reuniendo de primeros ministros.
2011 – Primera encuesta de Reino Unido de artista alemán Thomas Struth, uno de los fotógrafos del siglo XX tardío
2012 – Una encuesta comprensible de Turner Premio que gana artista británico Gillian que Lleva
2013 – Primera exposición individual en Reino Unido de Sarah Lucas.
2014 – Muestra expositiva dedicada a Hannah Höch.
2016 – Exposiciones retrospectivas dedicadas a las Guerrilla Girls y al artista británico Eduardo Paolozzi.
2017 – Una importante muestra retrospectiva del artista alemán Thomas Ruff y una exposición individual individual dedicada al artista británico Benedict Drew.
2018 – Una exposición individual de Mark Dion y la primera muestra relevante en el Reino Unido del dúo de artistas Elmgreen & Dragset.

## Publicaciones
Desde el año 2006 la Galería Whitechapel y comunicación de la MIT formaron una alianza editorial para producir y publicar una serie nueva de libros titulados bajo el nombre de Documentos de Arte Contemporáneo.

## Expansión

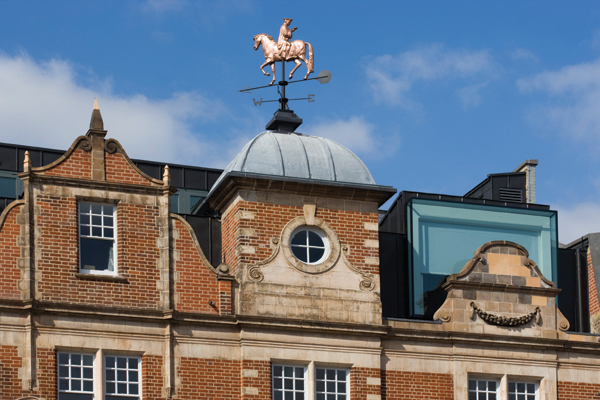
Rodney Graham Weathervane (2008) estuvo encargado para la expansión nueva

La Galería Whitechapel reabrió el 4 de abril de 2009 después de un proyecto de remodelación y expansión de dos años de duración, el cual aproximadamente duplicó la medida de la Galería al incorporar el edificio de la biblioteca colindante. La obra de ampliación costó aproximadamente £13,5 millones y fue financiado parcialmente por el Fondo de Lotería del Patrimonio. Como parte de la expansión, se incluyó una Galería de Archivo nueva, una habitación de lectura y un repositorio de archivo (dónde se guardaron los registros históricos de la Villa de Whitechapel).

## Directores
- Charles Aitken (1901 – 1911)
- Hugh Scrutton (1945 – 1952)[19]
- Bryan Robertson (1952 – 1968)[19][7]
- Mark Glazebrook (1969 – 1971)[20]
- Jenny Stein (1972 – 1974)[19]
- Jasia Reichardt (1974 – 1976)
- Nicholas Serota (1976 – 1988)[3]
- Catherine Lampert (1988 – 2002)
- Iwona Blazwick (2002 –2022)[21]